# Friedrich Karl Schmidt
Friedrich Karl Schmidt   (Düsseldorf, 22 de setembre de 1901 - Heidelberg, 25 de gener de 1977), conegut habitualment com F.K. Schmidt, va ser un matemàtic alemany.

## Vida i Obra
Friedrich Karl Schmidt va estudiar matemàtiques, física i filosofia a les universitats de Friburg i de Marburg. El 1925 va obtenir el doctorat a Friburg amb una tesi dirigida nominalment per Alfred Loewy però amb un tema que havia estat proposat pel seu assitent Wolfgang Krull amb la que generalitzava determinats resultats obtinguts per Emil Artin. A partir de 1926 va ser professor ajudant a la universitat d'Erlangen, on va obtenir l'habilitació per la docència el 1927, el mateix any en què es va casar per primera vegada.
El 1933, amb l'arribada dels nazis al poder i l'expulsió de Hermann Weyl, va ser cridat per dirigir l'Institut de Matemàtiques de la universitat de Göttingen, però només hi va estar un curs perquè va ser atacat pels estudiants per no trencar relacions amb els seus col·legues jueus. El 1934 va passar a ser professor de la universitat de Jena on, novament, va tenir problemes per no seguir el principis polítics del nazisme. El 1941 va dimitir i va anar a treballar al Institut Alemany de Recerca sobre Vol en Planador, on va estar fins al final de la guerra. Tot i així, durant aquesta època, va ser el principal assessor matemàtic de l'editor científic Springer.
Acabada la guerra, després d'un curs a Jena, va ser professor de la universitat de Münster fins al 1952, quan va passar a la universitat de Heidelberg en la qual es va jubilar el 1966.
Els seus principals camps de treball van ser els nombres algebraics i les funcions algebraiques, la teoria de Galois i les derivades i funcions diferencials. Va ser escollit membre de l'Acadèmia de Ciències de Heidelberg el 1954 i va rebre un doctorat honoris causa per la Universitat Lliure de Berlín el 1968.